# Michel Arcand
Pour les articles homonymes, voir Arcand.
Michel Arcand est un monteur québécois né en 1949 à Val-d'Or (Canada).

## Filmographie
- 1980 : Une histoire de femmes
- 1983 : Lucien Brouillard
- 1983 : Maria Chapdelaine
- 1984 : La Femme de l'hôtel
- 1985 : Night Magic
- 1986 : Anne Trister
- 1987 : Un zoo la nuit
- 1988 : Lance et compte : Deuxième saison (feuilleton TV)
- 1988 : À corps perdu
- 1989 : Cruising Bar
- 1990 : Le Party
- 1990 : Moody Beach
- 1991 : Love-moi
- 1991 : Amoureux fou de Robert Ménard
- 1992 : Ma sœur, mon amour
- 1992 : Léolo
- 1993 : Blanche (série télévisée)
- 1994 : Mouvements du désir
- 1994 : Octobre
- 1995 : Eldorado
- 1995 : L'Enfant d'eau
- 1996 : Urgence (série télévisée)
- 1996 : Marguerite Volant (feuilleton TV)
- 1997 : Demain ne meurt jamais (Tomorrow Never Dies)
- 1999 : Emporte-moi
- 1999 : Sunshine
- 2000 : La Beauté de Pandore
- 2000 : L'Art de la guerre (The Art of War)
- 2000 : À l'aube du sixième jour (The 6th Day)
- 2002 : Le Collectionneur
- 2002 : Séraphin : Un homme et son péché
- 2003 : The Gospel of John
- 2004 : Le Papillon bleu
- 2005 : Mr. Ripley et les Ombres (Ripley Under Ground)
- 2005 : Saints-Martyrs-des-Damnés
- 2005 : Maurice Richard
- 2007 : J'ai serré la main du diable de Roger Spottiswoode
- 2010 : Reste avec moi de Robert Ménard
- 2010 : La Dernière Fugue de Léa Pool
- 2011 : Le Vendeur de Sébastien Pilote
- 2011 : Frisson des collines de Richard Roy
- 2013 : Sarah préfère la course de Chloé Robichaud
- 2015 : La Passion d'Augustine de Léa Pool
- 2015 : Paul à Québec de François Bouvier
- 2016 : Pays de Chloé Robichaud
- 2017 : Et au pire, on se mariera de Léa Pool
- 2019 : Le Prodige inconnu (The Song of Names) de François Girard
- 2023 : La Cordonnière de François Bouvier
- 2024 : Hôtel Silence de Léa Pool

## Distinctions
Michel Arcand est considéré comme « l'un des plus renommés monteurs cinématographiques au Canada ». Il est récompensé par le prix Génie du meilleur montage, pour les films suivants :
- 1988 : Un zoo la nuit de Jean-Claude Lauzon
- 1992 : Léolo de Jean-Claude Lauzon
- 2007 : Maurice Richard de Charles Binamé